# Revolta de Edemon
A Revolta de Edemon foi uma revolta liderada por Edemon, um escravo alforriado pelo Rei Ptolomeu da Mauritânia. A revolta ocorreu na província romana de Mauritânia Tingitana, cujo território está incluído no atual Marrocos.
Teve como estopim o assassinato do Rei Ptolomeu da Mauritânia ordenado por Calígula, em 40 DC, durante uma visita à Roma, que fez com que a Mauritânia Tingitana deixasse de ser um reino vassalo e passasse à administração direta pelos romanos.
Os rebeldes enfrentaram tropas do Império Romano entre entre 40 e 44 DC, na época dos imperadores Calígula e Cláudio.
Em 44 DC, os rebeldes sofreram uma derrota em uma batalha decisiva e, nessas circunstâncias, tiveram que aceitar um tratado de paz.